# Ixias pyrene
Ixias pyrene is een vlindersoort uit de familie Pieridae (witjes) en de onderfamilie Pierinae.
De wetenschappelijke naam Ixias pyrene werd in 1764 gepubliceerd door Linnaeus.